# 蒙特圣安杰洛
蒙特圣安杰洛（義大利語：Monte Sant'Angelo），是意大利福贾省的一个市镇。总面积242.8平方公里，人口13250人，人口密度54.6人/平方公里（2009年）。ISTAT代码为071033。

## 友好城市
- 義大利圣米凯莱萨伦蒂诺 2007年
- 義大利瓦莱科尔萨 2009年
- 法國勒蒙-圣米歇尔 2010年
- 義大利圣乔瓦尼-罗通多 2013年
- 義大利巴里 2013年
- 義大利阿西西 2013年
- 義大利安德里亞 2013年
- 義大利阿尔贝罗贝洛 2013年